# Rita Furtado
Rita Isabel Gomes Furtado (Campos dos Goytacazes, 6 de fevereiro de 1945 — Brasília, 26 de agosto de 2011) foi uma professora e jornalista e política brasileira, outrora deputada federal por Rondônia.

## Dados biográficos
Filha de José Ferreira Gomes e Elza Reis Ferreira Gomes. Licenciada em Letras em 1970 pela Universidade Federal do Espírito Santo, formou-se em Jornalismo pela Universidade de Brasília . Em 1977, assumiu o cargo de superintendente da recém-criada  Rádio Nacional da Amazônia, emissora vinculada à Radiobrás, exercendo a função por seis anos até deixar o cargo com a sua eleição como deputada federal por Rondônia, pelo PDS, em 1982.
Em Brasília, ausentou-se na votação da Emenda Dante de Oliveira em 1984, mas votou em Tancredo Neves no Colégio Eleitoral de 1985 migrando pouco depois para o PFL esendo reeleita em 1986 ocupando um lugar na Assembleia Nacional Constituinte que elaborou a Carta de 1988. Não se reelegendo em 1990, tornou-se apresentadora da TV Allamanda (afiliada ao SBT) em Porto Velho. Apesar de filiada ao PMDB, não disputou novas eleições.
Seu esposo, Rômulo Vilar Furtado, foi secretário-geral do Ministério das Comunicações por dezesseis anos nos governos de Ernesto Geisel, João Figueiredo e José Sarney.
Mãe de duas filhas de seu casamento com Rômulo Furtado, faleceu aos 66 anos em Brasília, onde tratava de uma infecção no pulmão.